# Frances Magnus

Frances Magnus

Frances Magnus (* 25. März 1882 in Glauchau; † 9. April 1969 in München; Geburtsname: Freiin Frances von Hausen) war eine deutsche Politikerin, Autorin und Herausgeberin. Sie vertrat die Deutsche Volkspartei (DVP) im Reichstag.

## Leben
Freiin von Hausen erhielt Privatunterricht, danach besuchte sie die Töchterschule in Dresden und das Luisenstift in Niederlößnitz. 1909 bestand sie das Abitur und begann ein Studium in Freiburg, Bonn und Paris. Sie promovierte 1914 zum Dr. phil. in den Fächern Geschichte und Staatslehre.
Im Ersten Weltkrieg war sie u. a. als Hilfsschwester tätig. Nach Kriegsende wurde sie politisch aktiv. Sie publizierte mehrere Schriften gegen den Frieden von Versailles, wurde Mitarbeiterin an der Publikation Deutscher Staat und deutsche Parteien, der 1922 erschienenen Festschrift für Friedrich Meinecke. In der Zeit von 1933 bis 1944 erschien sie außerdem neben Gertrud Bäumer als Mitherausgeberin der Zeitschrift Die Frau.
In der zweiten Wahlperiode 1924 wurde sie im Wahlkreis 12 (Thüringen) für die DVP in den deutschen Reichstag gewählt. Sie vertrat die Partei dort nur eine Wahlperiode und zog sich danach wieder in das Privatleben zurück.
Nach ihrer Heirat lebte sie in Jena. Sie war mit dem Chirurgen Georg Magnus (1883–1942) verheiratet. Sie hatten drei Kinder: Maria, Kunsthistorikerin (geb. 1917), Peter, Chirurg (geb. 1921), sowie Dietrich, Allgemeinarzt (geb. 1925).

## Werke
- Die Publizistik der Réfugiés nach der Aufhebung des Edikts von Nantes. 1914
- Untersuchungen über die politische Publizistik der Réfugiés zur Zeit der Revokation des Edikts von Nantes. o. O. 1914, zugleich: Dissertation, Freiburg i. B. 1917
- Ziel und Weg in der deutschen Frauenbewegung des 19. Jahrhunderts. In: Paul Wentzcke (Hrsg.): Deutscher Staat und deutsche Parteien. Beitrag zur deutschen Partei- und Ideengeschichte Friedrich Meinecke zum 60. Geburtstag dargebracht. München 1922, S. 201.
- Zehn Jahre deutsche Staatsbürgerin. Herbig, Berlin 1930 (aus: Die Frau. Februar–März 1930)
- als Mitherausgeberin 1933–1944 (gemeinsam mit Gertrud Bäumer): Die Frau, vormals Organ des Bund Deutscher Frauenvereine.